# Дзигокудани
Дзигокудани (яп. 地獄谷野猿公苑 дзигокудани яэн ко:эн), с яп. — «Адская Долина» — «обезьяний парк» в городе Яманоути (префектура Нагано, Япония). Известен своими геотермальными источниками (онсэн), в которых купаются, а зимой греются живущие в округе дикие японские макаки.

## Описание
Парк Дзигокудани, открытый в 1964 году, является частью национального парка Дзёсинъэцу-Когэн. Расположен в долине реки Ёкою. Своё название — «Адская Долина» — парк получил потому, что здесь находится ряд геотермальных источников, которые зимой дают много пара в связи с разницей температур.
Несмотря на широкую известность, посетителей в парке бывает немного, 150—500 человек в день, из которых около 2 % — иностранцы. Это связано с тем, что он находится на высоте 850 метров над уровнем моря, зимой здесь нередки снегопады (снег лежит четыре месяца в году), а единственный путь к парку — узкая двухкилометровая пешая тропа через лес. В холодные месяцы, когда температура воздуха опускается до −10°С, сюда приходили греться дикие японские макаки, которые в остальное время жили по всему Дзёсинъэцу-Когэн. После того, как обезьян стали подкармливать сотрудники парка, многие макаки поселились здесь постоянно. Вообще, это место является одним из самых северных в мире, где на воле постоянно живут приматы (исключая человека). Также постоянно на воле японские макаки живут на полуострове Симокита, расположенном в паре сотен километров севернее, но ещё более северные места обитания приматов науке неизвестны.
В тёплое время года парк открыт с 8-30 до 17-00, в холодное — с 9-00 до 16-00.
В 1992 году Дзигокудани был показан, среди прочих достопримечательностей мира, в американском фильме «Барака».

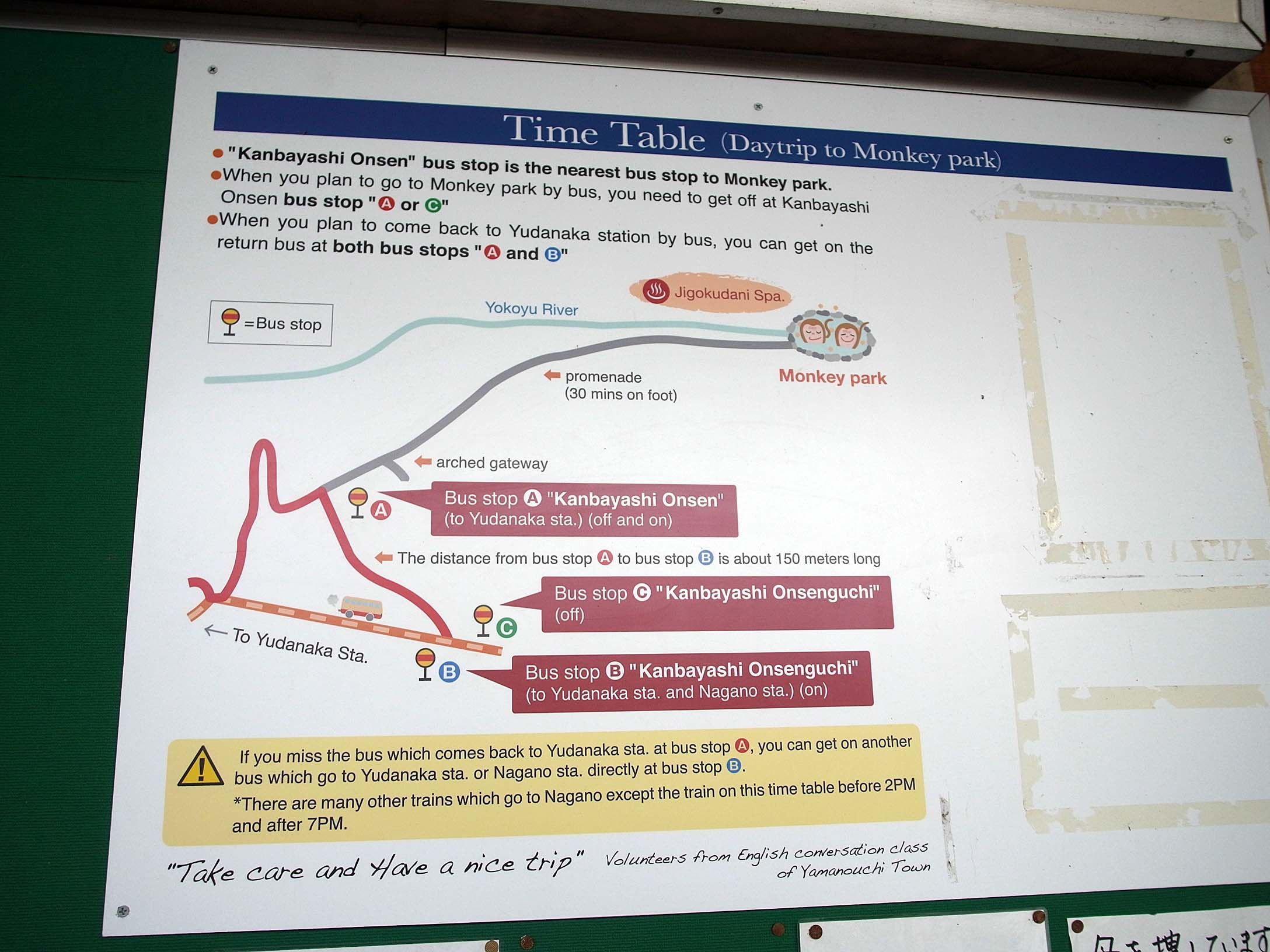
Максимально близко к парку можно добраться на автобусе, но после всё равно гостям предстоит получасовая пешая прогулка
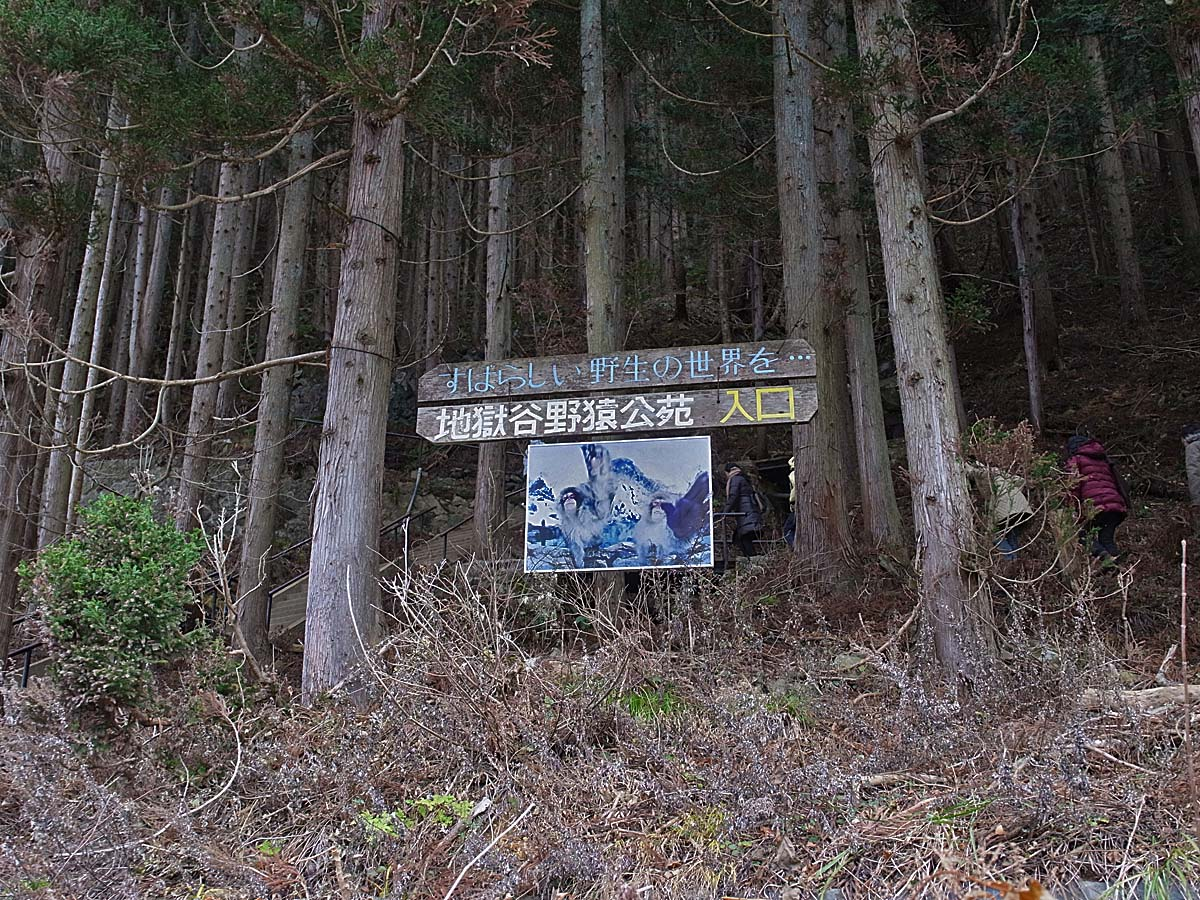
Единственный путь к парку — узкая двухкилометровая пешая тропа через лес
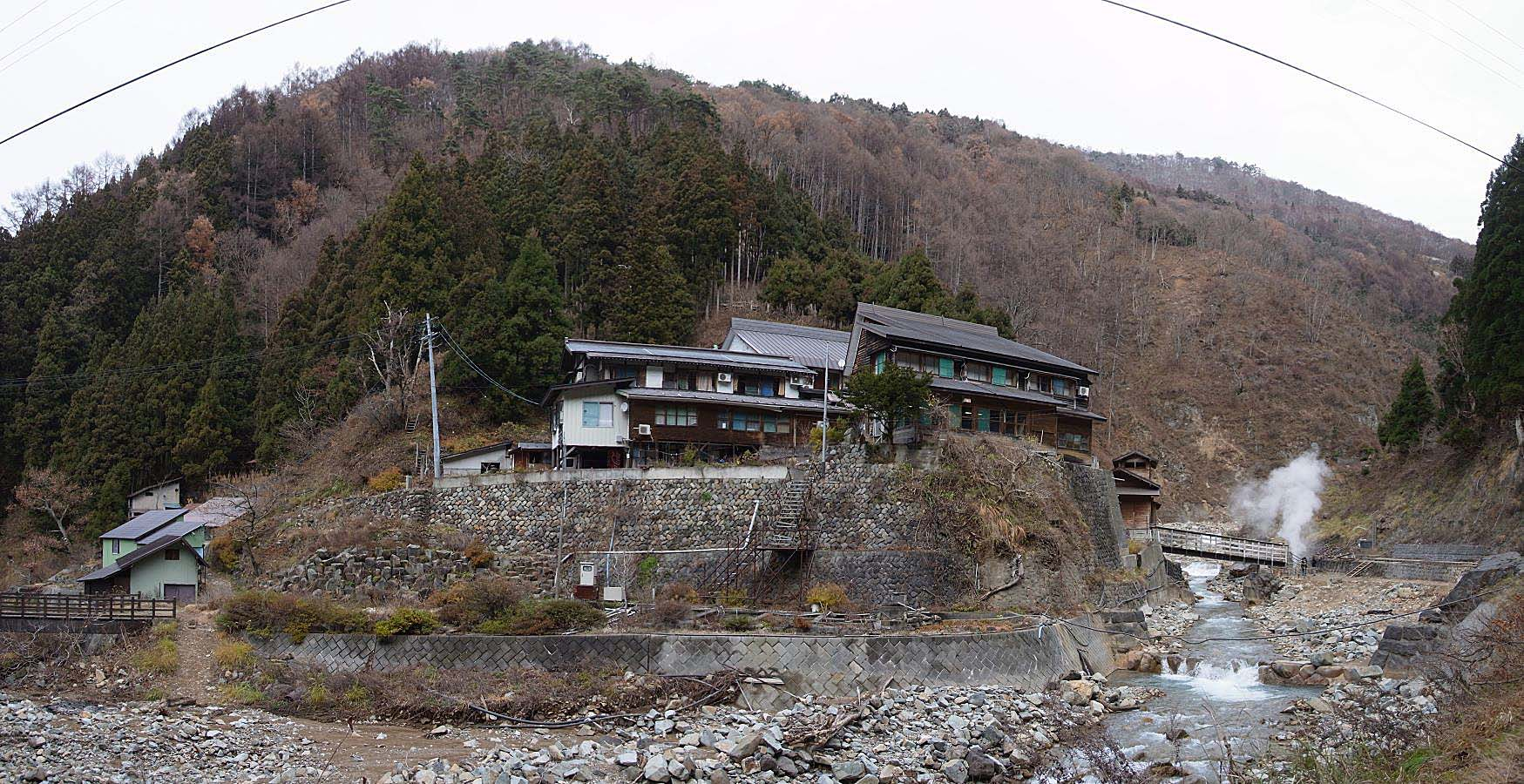
Гостиница парка
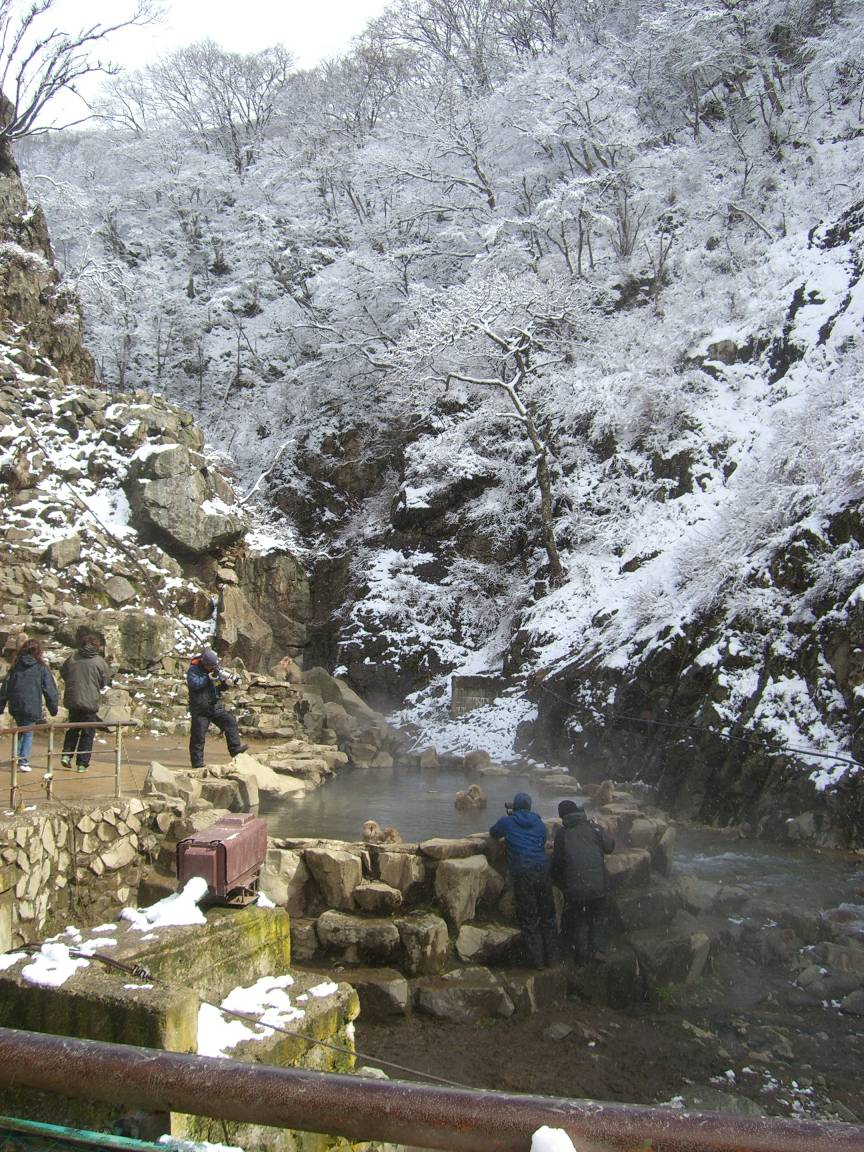
Посетители парка наблюдают за макаками
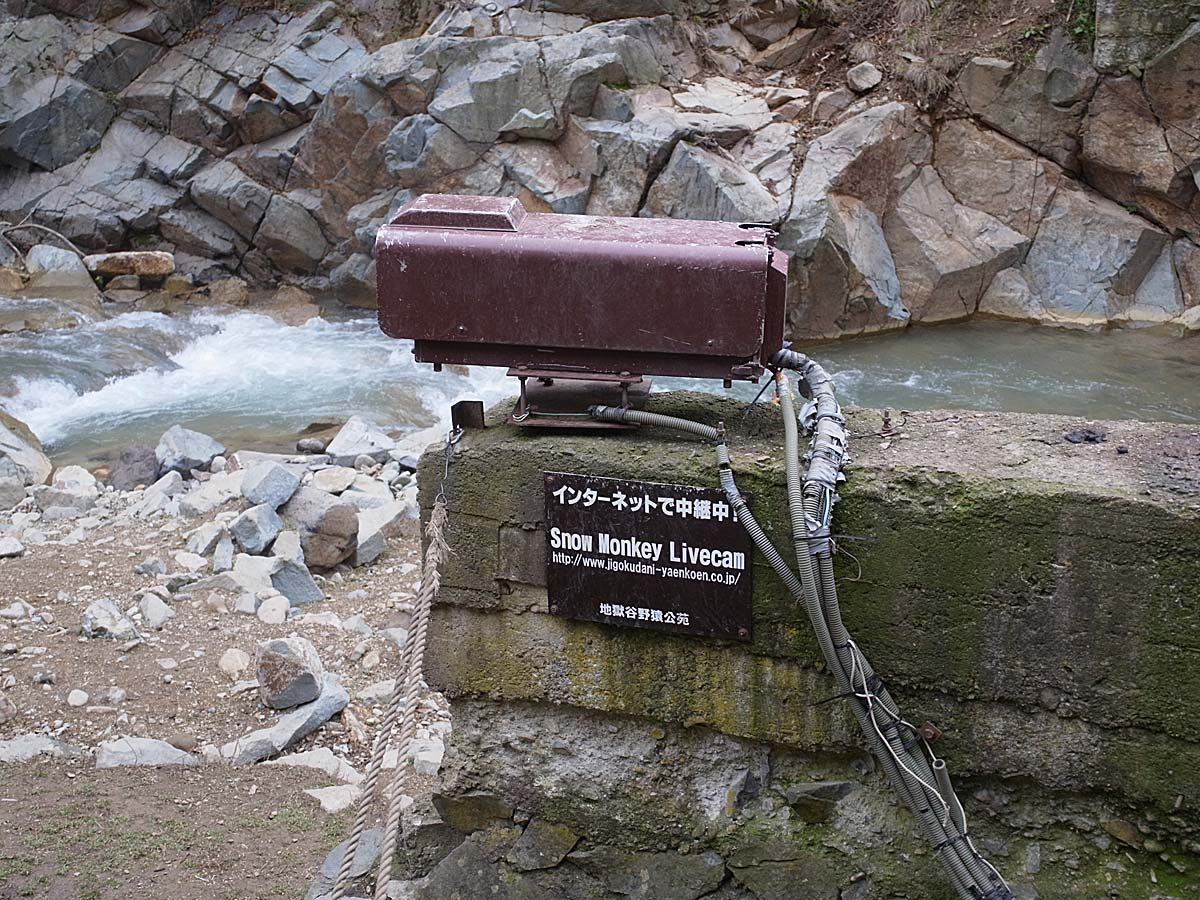
За жизнью макак в парке наблюдают несколько веб-камер
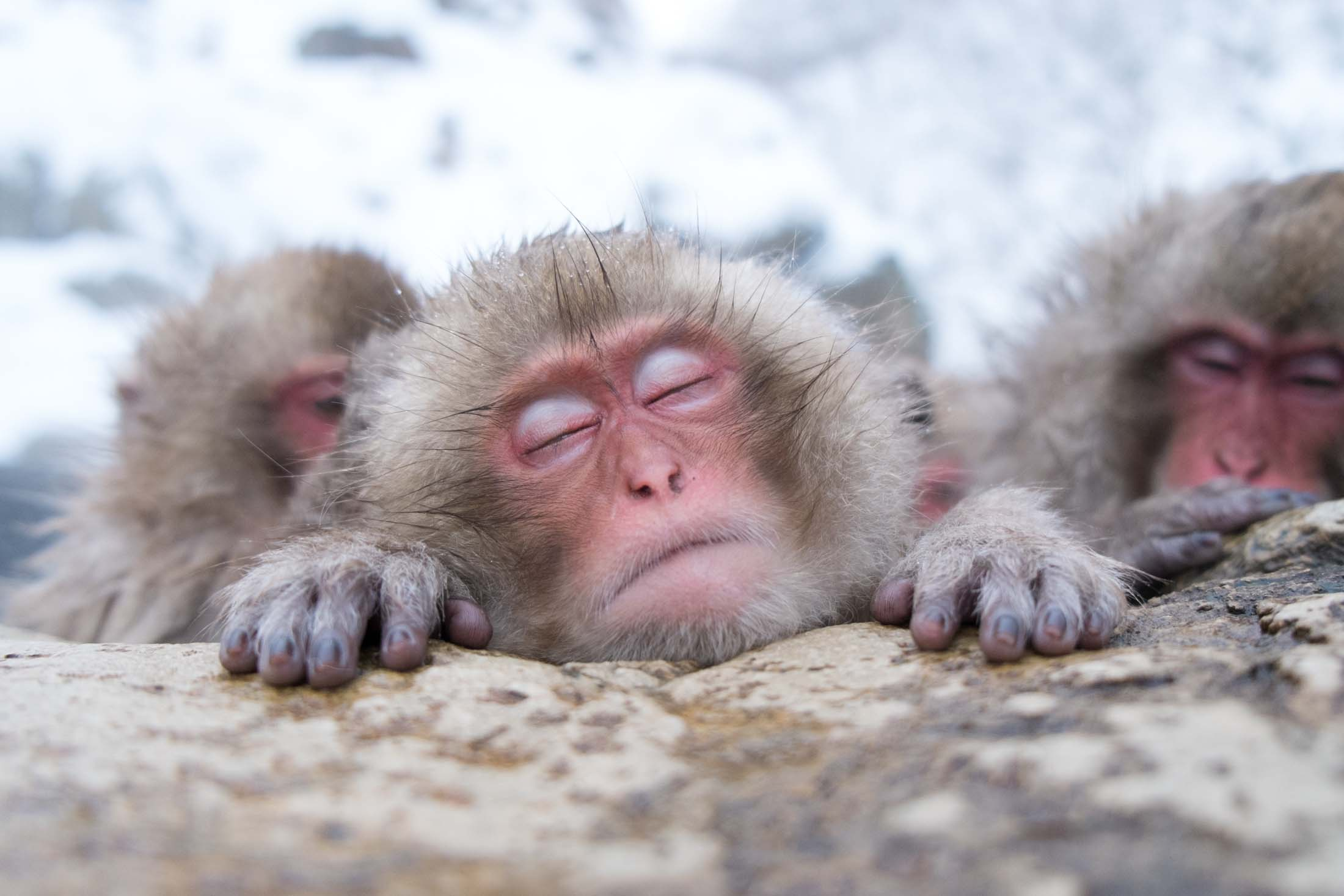
Детёныши макак греются в онсэне
- Макаки вычёсывают друг друга (видео)